# Arcos venosos interdigitales del pie
Los arcos venosos interdigitales del pie o venas intercapitulares del pie (TA: venae intercapitulares pedis) son pequeños arcos venosos situados en los espacios interdigitales del pie.

## Trayecto
Pasan entre las cabezas de los huesos metatarsianos y establecen comunicación entre los sistemas venosos dorsal y plantar del pie.